# Миронов Борис Сергійович
Борис Сергійович Миронов (29 серпня 1951, Могоча, Читинська область, РРФСР, СРСР) — російський державний, громадський і політичний діяч. Журналіст, публіцист. Один із засновників і перший головний редактор «Російської газети». У 1993—1994 роках — голова Державного Комітету Російської Федерації по друку. У 2002—2003 роках — співголова «Національно-Державної Партії Росії». Дотримується націоналістичних поглядів. Член Спілки письменників Росії. Низку публікацій Миронова визнано в Росії екстремістськими.

## Біографія
Борис Миронов народився 29 серпня 1951 року в місті Могоча Читинської області. Почав працювати в 15 років монтером.
У 1968 році — кореспондент газети «Могочінський робітник», в 1968—1970 роках — власний кореспондент газети « Забайкальска магістраль».
У 1970 році працював інструктором Читинського обкому ВЛКСМ.
У 1970—1971 роках — кореспондент Читинської газети «Комсомолець Забайкалля».
У 1971—1973 роках служив в прикордонних військах КДБ СРСР.
У 1976 році закінчив факультет журналістики МДУ імені М. В. Ломоносова.
З 1974 по 1977 рік працював кореспондентом газети «За комунізм» міста Митищі Московської області.
У 1977—1978 роках — кореспондент-стажист газети «Комсомольська правда».
У 1978—1986 роках — кореспондент-стажист, спеціальний кореспондент газети «Правда».
У 1988 році закінчив Академію суспільних наук при ЦК КПРС, після закінчення якої працював головним спеціалістом управління справами Ради міністрів СРСР.
У 1990—1991 роках працював консультантом міністра друку і масової інформації РРФСР Полтораніна Михайла Никифоровича.
Брав участь у створенні «Російської газети», був її першим головним редактором.[джерело?]
Очолював видавництво «Радянська Росія», у 1992 році перетворене їм до видавництва «Російська книга». Видавав роботи російських філософів — Івана Ільїна, Костянтина Побєдоносцева, Василя Шульгіна, Сергія Булгакова, Костянтина Леонтьєва.
Указом Президента РФ від 22 грудня 1993 № 2255 «Про вдосконалення державного управління у сфері масової інформації» призначений головою Комітету Російської Федерації по друку, утвореного на основі ліквідованих Міністерства друку та інформації Російської Федерації і Федерального інформаційного центру Росії. 6 липня 1994 був призначений головою ліквідаційної комісії, покликаної ліквідувати Державну інспекцію із захисту свободи друку і масової інформації при колишньому Міністерстві друку і інформації Російської Федерації.
Відповідно до Указу Президента РФ від 2 вересня 1994 № 1795 «Про Миронова Б. С.» відправлений у відставку без вказівки причин. Експерти пов'язують це з критикою на адресу Миронова, розгорнутої в газетах «Известия» і «Московськіє новості», за його націоналістичні виступи.
Після відставки очолив «Російську патріотичну партію», в 2002 році увійшла до складу «Національно-Державної Партії Росії». У 2003 році виставив свою кандидатуру на губернаторських виборах в Новосибірської області. На IV (Січень, 2004) з'їзді НДПР Миронову було висловлено недовіру, а V (Жовтневий, 2004) з'їзд зняв його з усіх керівних постів і виключив з партії (77 голосів «за», 4 «утрималися»). Причиною спочатку недовіри, а потім і виключення були неодноразові заяви Миронова, які він робив від імені НДПР без узгодження з політрадою і двома іншими співголовами, видаючи свою особисту вельми радикальну позицію за думку всієї партії.

## Позиція, щодо політики Путіна
У 2004 році звинувачений в розпалюванні міжнаціональної ворожнечі і оголошений у федеральний розшук. У свою чергу, у відкритому листі Путіну 19 жовтня 2004 року Миронов звинуватив його в «насадженні єврейського фашизму».
У березні 2005 року син Бориса Миронова Іван був оголошений в розшук у зв'язку з розслідуванням справи про замах на голову правління РАО «ЄЕС Росії» Анатолія Чубайса, в якому звинувачувався полковник ГРУ Генерального штабу Збройних сил Росії Володимир Квачков.
Борис Миронов увійшов до складу Головної ради відтвореного 21 листопада 2005 року Союзу руського народу. Після смерті голови Союзу В'ячеслава Кликова підтримував генерала Леоніда Івашова, який висунувся на перші позиції в СРН. В результаті розколів, викликаних ідеологічними розбіжностями, в кінці 2008 року виділилось угруповання, на з'їзді якої 26 квітня 2009 року Б. Миронов був обраний головою «Союзу російського народу» Фактично цим завершився розкол Кликовського союзу на три організації, під головуванням Леоніда Івашова, Олександра Турика і Бориса Миронова.
У квітні 2010 року підписав звернення «Путін повинен піти» (підпис № 41850).
На виборах президента Росії у 2012 році вирішив балотуватися як самовисуванця. 18 грудня 2011 року Борису Миронову було відмовлено в реєстрації кандидатом в президенти Росії. 26 грудня Верховний суд РФ визнав дану відмову незаконною, але 30 грудня скасував своє рішення і визнав початкове постанову виборчкому законним.
Син Бориса Миронова Іван Миронов є заступником голови партії Російський загальнонародний союз.

## Позиція, щодо російської агресії в Україні
Борис Миронов назвав Анексію Криму Росією міжнародним злодійством і національною ганьбою Росії. Засудив  російську агресію на сході України; а також передачу Китаю земель в прикордонних регіонах РФ.

## Сім'я
Дружина — Тетяна Леонідівна Миронова, доктор філологічних наук, член-кореспондент Міжнародної Слов'янської академії наук, член Спілки письменників Росії, головний науковий співробітник науково-дослідного відділу книгознавства Російської державної бібліотеки.
Син — Іван Миронов, кандидат історичних наук.